# NGC 2143
NGC 2143 je otvoreni skup u zviježđu Orionu. 

## Vanjske poveznice
- SEDS: NGC 2143